# Gohand
Gohand è una suddivisione dell'India, classificata come nagar panchayat, di 7.069 abitanti, situata nel distretto di Hamirpur, nello stato federato dell'Uttar Pradesh. In base al numero di abitanti la città rientra nella classe V (da 5.000 a 9.999 persone).

## Geografia fisica
La città è situata a 25° 41' 60 N e 79° 32' 60 E e ha un'altitudine di 145 m s.l.m..

## Società

### Evoluzione demografica
Al censimento del 2001 la popolazione di Gohand assommava a 7.069 persone, delle quali 3.828 maschi e 3.241 femmine. I bambini di età inferiore o uguale ai sei anni assommavano a 1.004, dei quali 525 maschi e 479 femmine. Infine, coloro che erano in grado di saper almeno leggere e scrivere erano 3.867, dei quali 2.716 maschi e 1.151 femmine.